# The Return of the Shadow
The Return of the Shadow is het eerste deel van de boekenserie The History of the Lord of the Rings (en tevens het zesde deel in de boekenserie The History of Middle-earth.) In deze serie wordt de geschiedenis van het schrijven van In de Ban van de Ring blootgelegd, door middel van vele manuscripten, geschrapte hoofdstukken en tekstfragmenten van de hand van J.R.R. Tolkien. De serie is samengesteld door Tolkiens zoon Christopher Tolkien, die de geschriften tevens voorziet van commentaar.
The Return of the Shadow begint met de eerste poging van J.R.R. Tolkien om een tweede Hobbitboek voor kinderen te schrijven. En het eindigt op het moment dat het Reisgenootschap van de Ring bij Balins Tombe aankomt. Dit gedeelte schreef Tolkien tussen 1937 en 1940, waarna hij een dik jaar stopte met schrijven. De Tweede Wereldoorlog was uitgebroken, en zijn nieuwe boek was beslist geen kinderboek meer te noemen.
The Return of the Shadow laat zien hoe het verhaal van In de ban van de ring gevormd is door de verschillende versies van de hoofdstukken bijeen te brengen. Bovendien legt het vele achterliggende gedachten van Tolkien bloot en biedt het inzicht in de manier waarop Tolkien schrijft.
Tolkien blijkt bij aanvang van het schrijven van het zeer complexe boek In de ban van de Ring nog nauwelijks enig idee te hebben waarover het verhaal zou gaan. Hij wilde zijn beroemde Hobbit Bilbo Balings weer op reis sturen om een nieuw avontuur te beleven met een reus (die hij later Treebeard noemt). Maar als er een zwarte ruiter verschijnt, verzint hij nieuwe thema's en verhaallijnen. Tolkien legt een verband tussen deze zwarte ruiters en de toverring van Bilbo, en verandert het conceptverhaal behoorlijk.
Het zijn met name deze veranderingen waarop in het boek de nadruk ligt. Deze worden bovendien voortdurend van commentaar voorzien door Christopher Tolkien. Zo lees je waarom Tolkien Frodo Balings zijn held maakte, en niet zijn geliefde Bilbo. En zo blijkt dat de roemruchte Aragorn in een eerste versie een norse Hobbit op klompen was, komt Gandalf op de brug van Khazad-dûm tegenover een Nazgûl te staan, en is het afscheidsfeest van Bilbo op verschillende ludieke manieren beschreven.
Beren and Luthien · Blad van Klein · Boer Gilles van Ham · De avonturen van Tom Bombadil · De Hobbit · De kinderen van Húrin · De Silmarillion · In de ban van de ring · Nagelaten vertellingen · Roverandom · The Return of the Shadow